# لوسيان نيكولا
لوسيان نيكولا (بالفرنسية: Lucien Nicolas)‏ هو سياسي فرنسي، ولد في 28 أبريل 1909 في فرنسا، وتوفي في 29 أغسطس 1966 في فوج في فرنسا. حزبياً، نشط في الحركة الجمهورية الشعبية. وقد انتخب نائب فرنسي.